# Canterburyi Jusztusz
Szent Jusztusz (meghalt 627 és 631 között november 10-én) Canterbury negyedik érseke volt.

## Élete
Rómában született, és azoknak a misszionáriusoknak az egyike volt, akiket II. Gergely Angliába küldött. Érkezhetett az Ágoston kérésére 601-ben jött küldöttekkel, vagy az Ágostonnal együtt 597-ben ide küldött papokkal is. Misszionárius társaival ellentétben elképzelhető, hogy ő nem volt szerzetes.
Szent Ágoston 604-ben szentelte püspökké, működési területe pedig a kenti Rochester városban központtal rendelkező ország lett. Mivel nem volt szerzetes, klérusát valószínűleg világi származású papokból állította össze. Püspöksége idején Jusztusz Mellitiusszal közösen aláírta Lőrincnek a kelta egyházak vezetőihez írt levelét, melyben a húsvét időpontjának római kiszámításának elfogadására szólítja fel őket. Az Aethelbert halálát követően kitört üldözések miatt Galliába hajózott, de egy évvel később ismét a püspökség élén állt, s ezt a posztot 624-ig gondosan, figyelmesen töltötte be. Ekkor Canterbury érseke lett, s V. Bonifáctól kapott palliumot. Rochesteri utódjának Romanuszt szentelte be.
614-ben részt vett a II. Klotar által rendezett Párizsi Tanácson.
Rövid ideig tartó érsekségének legfontosabb eredménye Northumbria megtérítése. Paulinuszt, York elsőp érsekét Jusztusz szentelte be. Ez után nem egészen két évvel népével együtt Edwin is megkeresztelkedett a mai York Minster helyén akkor állt kis, Paulinusz által építtetett templomban. Edwin megkeresztelkedésének híre nem sokkal halála előtt ért el Jusztuszhoz, ami az elképzelések szerint 627 és 631 között november 10-én történt. A modern Society of Archbishop Justus az ő nevét vette fel. Halálát követően szentként tisztelték, ünnepnapja november 10.

## Emléke
A Bennett Memorial Diocesan Schoolnál működő egyik szövetséget Lady Bennett Jusztuszról nevezte el.
Egy iskola, a Bishop Justus COFE School is viseli a nevét